# Pump It
Singles de The Black Eyed Peas
My Humps
(2005) Mas que Nada
(2006)
Pump It est une chanson du groupe américain The Black Eyed Peas extraite de l'album Monkey Business. Le titre est sorti en tant que quatrième et dernier single de l'album le 17 janvier 2006. Pump It reprend intégralement le titre Misirlou de Dick Dale (1962) qui avait fait sa notoriété grâce à son intégration dans la BO du film de Quentin Tarantino, Pulp Fiction (1994).

## Classement hebdomadaire
| Classement (2006)                       | Meilleure position |
| --------------------------------------- | ------------------ |
| Allemagne (Media Control AG)            | 19                 |
| Australie (ARIA)                        | 6                  |
| Autriche (Ö3 Austria Top 40)            | 14                 |
| Belgique (Flandre Ultratop 50 Singles)  | 1                  |
| Belgique (Wallonie Ultratop 50 Singles) | 11                 |
| Canada (Hot 100)                        | 47                 |
| États-Unis (Hot 100)                    | 18                 |
| États-Unis (Pop Airplay)                | 11                 |
| Finlande (Suomen virallinen lista)      | 12                 |
| France (SNEP)                           | 13                 |
| Grèce (IFPI)                            | 9                  |
| Hongrie (Rádiós Top 40)                 | 7                  |
| Irlande (IRMA)                          | 3                  |
| Italie (FIMI)                           | 5                  |
| Nouvelle-Zélande (RMNZ)                 | 2                  |
| Pays-Bas (Single Top 100)               | 17                 |
| Tchéquie (IFPI Rádio)                   | 2                  |
| Royaume-Uni (UK Singles Chart)          | 3                  |
| Royaume-Uni (UK R&B Chart)              | 1                  |
| Suède (Sverigetopplistan)               | 34                 |
| Suisse (Schweizer Hitparade)            | 8                  |

## Au cinéma
(source : générique)
- 2006 : Little man
- 2010 : Le Mac
- 2018 : Taxi 5